# Les UX
les UX ist die Bezeichnung einer seit den 1970er Jahren agierenden französischen Untergrundorganisation, die es sich zur Aufgabe gemacht hat, in geheimen, zumeist nächtlichen Aktionen mit Eigenfinanzierung versteckte Ecken von Paris wiederzubeleben und verwahrloste Kulturgüter zu reparieren, um die sich die Stadtverwaltung nicht oder nicht in ausreichendem Maße kümmert. Die Idee stammt ursprünglich aus Großbritannien; der Name geht daher auch auf das englische urban experiment (deutsch: städtisches Experiment) zurück.

## Gliederung
Die Vereinigung zählt nach eigenen Angaben knapp 150 Mitglieder und ist in zehn unterschiedliche Teams mit verschiedenen Aufgaben eingeteilt. So besteht beispielsweise eine reine Frauengruppe zur Infiltration, die sich nach Schließung in Museen schleicht, schnelle Wege durch das unterirdische Elektrik- und Gasnetz sucht und Alarmanlagen ausschaltet. Eine weitere Gruppe baut ein internes Nachrichtensystem sowie ein codiertes Sprechfunknetzwerk auf und eine dritte betreibt die Datenbank. Die vierte Gruppe ist die im folgenden Abschnitt erklärte LMDP, die unterirdische Veranstaltungen organisiert und ein Fotografenteam bildet die fünfte Abteilung. Die sechste stellen die Untergunther. Über die restlichen vier ist nichts bekannt.

### LMDP
La Mexicaine de Perforation (LMDP) ist für die Organisation und Ausrichtung unterirdischer Feiern und Veranstaltungen verantwortlich. Die Mitglieder vertreten die Ansicht, dass der Untergrund von Paris ungenutzter öffentlicher Raum ist, pflegen ihn und öffnen ihn für Eingeweihte. In alten Katakomben oder stillgelegten Metrostationen werden Feste gefeiert, wobei man sich in einer rechtlichen Grauzone befindet. Mehrheitlich sind die Aktionen jedoch illegal, können aber auf Grund der Unübersichtlichkeit und Ungebundenheit der Teilnehmer kaum rechtlich verfolgt werden.
Berühmteste Aktion der LMDP war die Errichtung eines unterirdischen Kinos unter den Boulevards des 16. Arrondissement unweit des Palais de Chaillot und des damaligen Standortes der Cinémathèque française. Man fertigte halbkreisförmige Steinbänke, baute eine Leinwand auf, richtete eine Bar, einen Speisesaal, einen Vorratsraum und weitere kleine Räumlichkeiten ein. Mehrere Jahre lang waren die Les Arenes de Chaillot, wie der Ort genannt wurde, ein beliebter Treffpunkt unter Tage mit Musikdarbietungen und sommerlichen Filmfestivals. Am 23. August 2004 erhielt die Polizei einen anonymen Anruf mit Hinweis auf den Veranstaltungsort. Die Polizeibrigade für unterirdische Steinbrüche rückte aus und fand das verlassene Kino vor. Als die Einsatzkräfte später für eine umfassende Untersuchung zurückkehrten, war das gesamte Interieur ausgebaut und fortgeschafft. Lediglich ein Schild mit der Aufschrift „Ihr braucht gar nicht erst zu suchen“ konnte sichergestellt werden. Seitdem wird das Kino an wechselnden Orten aufgebaut. Die verdeckten Hinweise zu den dortigen Veranstaltungen sind stets mit der Abbildung einer kleinen tanzenden Mexikanerin gekennzeichnet.

### Untergunther

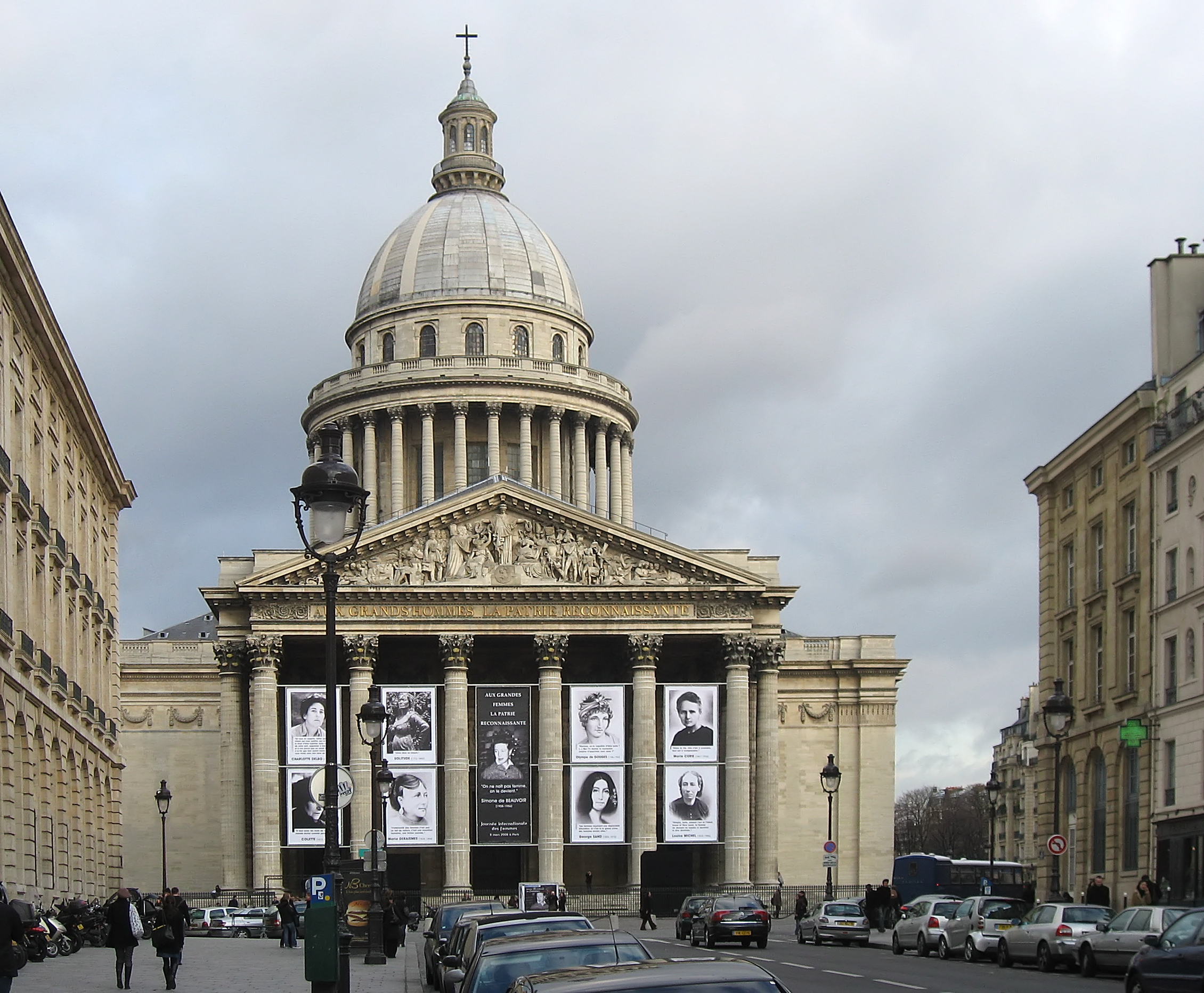
Das Panthéon

Das bekannteste Team von les UX sind die Untergunther, die sich der praktischen Restaurierung verschrieben haben. Das Augenmerk wird dabei auf für gewöhnlich verborgene Anlagen oder Gerätschaften oder unsichtbare Kulturerbe gelegt, die kulturhistorisch wichtig sind, dem normalen Bürger jedoch nie ins Auge fallen und im Hintergrund stehen. Der Name der Gruppe wurde aus der Not heraus entwickelt: Um Passanten von den nächtlichen Tätigkeiten fernzuhalten, spielte man stets eine CD mit lautem Gebell zweier Hunde ab. Da man in Frankreich Wachhunde in der Regel mit der Rasse des Deutschen Schäferhundes in Verbindung bringt, suchte man deutsche Namen für die beiden Tiere und einigte sich auf Günther und Unter, wie Untergrund.
Unter den Mitgliedern des Teams finden sich unter anderem auch Architekten und Historiker. Im Laufe der Jahre renovierten die Untergunther unter anderem einen einhundert Jahre alten verlassenen Regierungsbunker und eine Krypta aus dem 12. Jahrhundert. Ins Licht der Öffentlichkeit gelangte die Gruppe erst durch eine bewusste Offenbarung ihrer Arbeit: Im November 2005 hatten sich einige Aktivisten in die nationale Ruhmeshalle, das Panthéon, eingeschlichen, um das Uhrwerk der Uhr aus dem Jahr 1850 zu reparieren, die seit 40 Jahren stillstand. Man versteckte sich im Gebäude, besorgte sich die Schlüssel, schloss sich nachts ein und filmte die Arbeit unter dem Dokumentationstitel „Panthéon – Eine Gebrauchsanweisung“. Mit Hilfe des professionellen Uhrmachers Jean-Baptiste Viot, der zahlreiche Ersatzteile anfertigen musste, gelang es in 300 Arbeitsstunden und mit einem Kostenaufwand in Höhe von 4.000 Euro, den Mechanismus wieder in Gang zu setzen. Viot schätzt den Wert der Arbeit sogar auf 13.000 Euro. Im Anschluss wurde im Oktober 2007 der Chefkonservator des Panthéons über den Erfolg in Kenntnis gesetzt. Dieser reagierte mit einer Klage gegen vier der Beteiligten, die allerdings nach nur zwanzigminütiger Verhandlung vom Gericht abgewiesen wurde. Die Untergunther standen nach der Verhandlung allerdings im Blickpunkt der Medien. Um die Anonymität zu wahren, bestimmte man Lazar Kunstmann zum Sprecher, der seitdem als einziges Mitglied der les UX an die Öffentlichkeit tritt.